# أخبار سلامة الغذاء
أخبار سلامة الغذاء هو موقع إخباري وحملة على الإنترنت ركز على سلامة الأغذية. تأسست الحملة في عام 2009 على يد ويليام مارلر، وهو محام ومدافع عن سلامة الأغذية. يعتبر مارلير هو الشريك الإداري في مارلير كلارك، بسياتل في ولاية واشنطن، وهي شركة قانونية متخصصة في حالات الأمراض المنقولة عن طريق الغذاء. وقال إن "أخبار سلامة الأغذية" قد أنشئت من أجل "ملء الفراغ" الذي تركته وسائل الإعلام المطبوعة والبث، حيث أدت القيود المفروضة على الميزانية إلى "مراسلين متفانين بشأن الطعام والصحة وضربات السلامة ... أو إعادة تعيين أو إعادة النظر في مواقفهم". " يوفر الموقع تغطية إخبارية يومية عن" تفشي الأمراض المنقولة بالغذاء والتحقيقات، وعمليات سحب الطعام، وكيفية توافق سلامة الأغذية مع حركة الأغذية المحلية ".